# في الضحى (برنامج)
فَيّ الضَّحَى برنامج صباحي حواري يُعرض على تلفزيون قطر. يناقش البرنامج قضايا متنوعة بالإضافة لتغطيته للأحداث اليومية القطرية والعالمية. بدأ عرض البرنامج في 17 ديسمبر 2012، وقدم حتى الآن 8 مواسم، وما زال البرنامج مستمراً.

## المقدّمون
الحاليون:
- مشاعل النعيمي
- حنين النقدي
- محمد الحمادي

السابقون:
- حنان العمادي
- لولوة الجوهر (أم طلال)
- حسن الساعي
- أسماء الحمادي